# Robert Habeck
Robert Habeck (Lübeck, 2 de setembre de 1969) és un escriptor alemany i polític del partit Aliança 90/Els Verds, del qual és líder des de gener de 2018 juntament amb Annalena Baerbock.

## Carrera política

### Política estatal
El 2009 va ser triat diputat al parlament estatal de Schleswig-Holstein. Al novembre de 2011 va ser elegit cap de llista del seu partit per a les eleccions estatals de 2012 en aquest mateix estat federat. Entre 2009 i 2012 Habeck va ser el president del Grup Parlamentari Verd a Schleswig-Holstein.
Habeck ha estat viceprimer ministre i ministre d'Energia, Agricultura i Medi Rural en el govern de centre esquerra de Torsten Albig des de 2012 i en el govern de centredreta de Daniel Günther entre 2017 i 2018. Sota el seu lideratge el partit verd es va convertir en el tercer partit de l'assemblea estatal després de les eleccions de 2017.
Com un dels representants del seu estat en el Bundesrat, va ser membre del Comitè sobre Política Agrària i Protecció del Consumidor, del Comitè de Medi Ambient, Portecció de la Natura i Seguretat Nuclear, del Comitè d'Afers Econòmics i del Comitè de Transports. Entre 2014 i 2016, Habeck va ser un dels membres de la Comissió Temporal Nacional sobre Eliminació de Residus Radioactius.

### Política federal
Habeck va exercir com a delegat del seu partit a la Convenció Federal per a l'elecció del President d'Alemanya el 2012. Es va presentar a les primàries per ser un dels dos caps de llista del partit a les eleccions federals de 2017, però va perdre per 75 vots enfront de Cem Özdemir.
El 27 de gener de 2018, la Convenció Nacional del Partit Verd a Hannover el va elegir president del partit, conjuntament amb Annalena Baerbock.
El 23 de novembre, després de les eleccions federals alemanyes de 2021 i complexes converses de coalició, SPD, FDP i Verds van formalitzar un acord per formar una coalició, i Olaf Scholz i el seu gabinet van ser elegits pel Bundestag el 8 de desembre en la que els verds tenen un paper més influent que en la seva primera coalició federal amb l'SPD i Robert Habeck es va convertir en Ministre d'Afers Econòmics i Acció Climàtica.
L'endemà de les eleccions federals alemanyes de 2025, en què el partit va perdre 33 escons i va quedar fora del govern de gran coalició entre CDU i l'SPD, Robert Habeck va anunciar la seva dimissio del lideratge del partit, i l'altra cocandidata dels Verds, Annalena Baerbock, així com l'exlíder del partit Ricarda Lang, van esdevenir els líders del partit al Bundestag.